# Villanueva del Carnero
Villanueva del Carnero es una localidad española, perteneciente al municipio de Santovenia de la Valdoncina, en la provincia de León y la comarca de Tierra de León, en la comunidad autónoma de Castilla y León. 
Situado sobre el Arroyo de la Oncina que vierte sus aguas al Río Esla.
Los terrenos de Villanueva del Carnero limitan con los de Ribaseca al noreste, Onzonilla al este, Viloria de la Jurisdicción al sureste, Antimio de Abajo al sur, Antimio de Arriba al suroeste, Chozas de Arriba al oeste y Santovenia de la Valdoncina al noroeste.
Perteneció a la antigua Hermandad de Valdoncina.